# Loch Rannoch

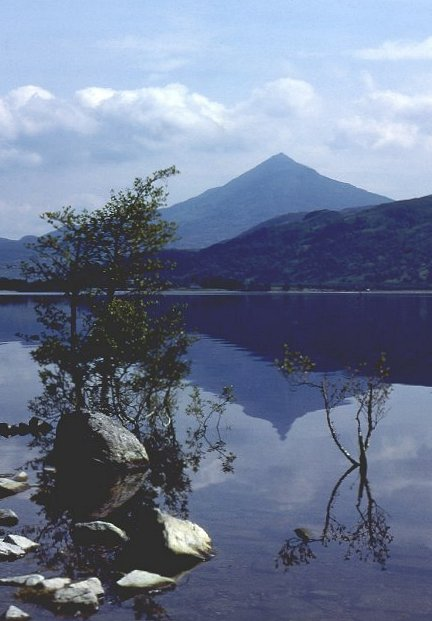
Loch Rannoch

El llac Rannoch o loch Rannoch (en gaèlic escocès: Loch Raineach) és una gran massa d'aigua dolça a Perth and Kinross (Escòcia).
El llac té més de 14 km de llarg en sentit est-oest amb una amplària mitjana del voltant de mil metres. El riu Tummel comença en el seu extrem oriental. El parc forestal de Tay queda al llarg de la seva riba meridional. El salvatge erm de Rannoch (Rannoch Moor) s'estén cap a l'oest del llac i solia formar part del bosc caledoni que s'estenia al llarg de gran part de l'Escòcia septentrional. Això es prova en part per la presència de restes de pi albar conservats a les zones pantanoses de l'erm i el pol·len documentat en nuclis de torba.
El llac i les zones que ho envolten han sofert una intensa desforestació i plantació d'espècies foranes. Aquestes pràctiques han produït seccions de plantacions d'arbres improductius, alternant amb àrees desboscades - un problema comú per gran part de les Terres Altes escoceses. Hi ha hagut un interès creixent per la reforestació a Escòcia, encapçalada per organitzacions com la RSPB, Trees for Life, Reforesting Scotland, la Forestry Commission i el Woodland Trust.
El llac i el seu entorn, no obstant això, ofereix bons llocs per pescar i passejar. El petit llogaret de Kinloch Rannoch queda en l'extrem oriental del llac i prop de l'extrem occidental pot trobar-se un crannog, una antiga illa artificial.